# Josefa Iloilo
Ratu Josefa Iloilovatu Uluivuda CF, MBE, fidžijski politik, * 29. december 1920,† 6. februar 2011.
Uluivuda je bil podpredsednik Fidžija (1997–2000) in predsednik Fidžija (2000–2009, s prekinitvijo med 5. decembrom 2006 in 4. januarjem 2007).